# Lancaster (Texas)
Lancaster ist eine Stadt im Dallas County im US-Bundesstaat Texas der Vereinigten Staaten. Das U.S. Census Bureau hat bei der Volkszählung 2020 eine Einwohnerzahl von 41.275 ermittelt.

## Geographie
Die Stadt im mittleren Nordosten von Texas an der Kreuzung des Highway 342 mit der Pleasant Run Road, 22 Kilometer südlich von Dallas und hat eine Gesamtfläche von 75,9 km².

## Geschichte
Benannt wurde der Ort nach Lancaster in Kentucky, dem Geburtsort von Abram Bledsoe, dem Gründer der Ansiedlung.

## Demografische Daten
Nach der Volkszählung im Jahr 2000 lebten hier 25.894 Menschen in 9182 Haushalten und 6895 Familien. Die Bevölkerungsdichte betrug 341,3 Einwohner pro km². Ethnisch betrachtet setzte sich die Bevölkerung zusammen aus 37,63 % weißer Bevölkerung, 53,00 % Afroamerikanern, 0,49 % amerikanischen Ureinwohnern, 0,39 % Asiaten, 0,05 % Bewohnern aus dem pazifischen Inselraum und 6,58 % aus anderen ethnischen Gruppen. Etwa 1,85 % waren gemischter Abstammung und 11,59 % der Bevölkerung waren spanischer oder lateinamerikanischer Abstammung.
Von den 9182 Haushalten hatten 40,6 % Kinder unter 18 Jahre, die im Haushalt lebten. 49,4 % davon waren verheiratete, zusammenlebende Paare. 20,8 % waren allein erziehende Mütter und 24,9 % waren keine Familien. 21,3 % aller Haushalte waren Singlehaushalte und in 6,3 % lebten Menschen, die 65 Jahre oder älter waren. Die Durchschnittshaushaltsgröße betrug 2,77 und die durchschnittliche Größe einer Familie belief sich auf 3,22 Personen.
30,5 % der Bevölkerung waren unter 18 Jahre alt, 8,6 % von 18 bis 24, 32,3 % von 25 bis 44, 19,6 % von 45 bis 64, und 9,0 % die 65 Jahre oder älter waren. Das Durchschnittsalter war 32 Jahre. Auf 100 weibliche Personen aller Altersgruppen kamen 85,7 männliche Personen. Auf 100 Frauen im Alter von 18 Jahren und darüber kamen 80,9 Männer.

Das jährliche Durchschnittseinkommen eines Haushalts betrug 43.773 USD, das Durchschnittseinkommen einer Familie 48.498 USD. Männer hatten ein Durchschnittseinkommen von 33.406 USD gegenüber den Frauen mit 30.653 USD. Das Prokopfeinkommen betrug 18.731 USD. 8,1 % der Bevölkerung und 6,1 % der Familien lebten unterhalb der Armutsgrenze. Davon waren 11,1 % Kinder und Jugendliche unter 18 Jahren und 8,7 % waren 65 oder älter.